# Xestia leucographa
Xestia leucographa là một loài bướm đêm trong họ Noctuidae.